# Ponteils-et-Brésis
Ponteils-et-Brésis is een gemeente in het Franse departement Gard (regio Occitanie) en telt 280 inwoners (1999). De plaats maakt deel uit van het arrondissement Alès.

## Geografie
De oppervlakte van Ponteils-et-Brésis bedraagt 27,1 km², de bevolkingsdichtheid is 10,3 inwoners per km².

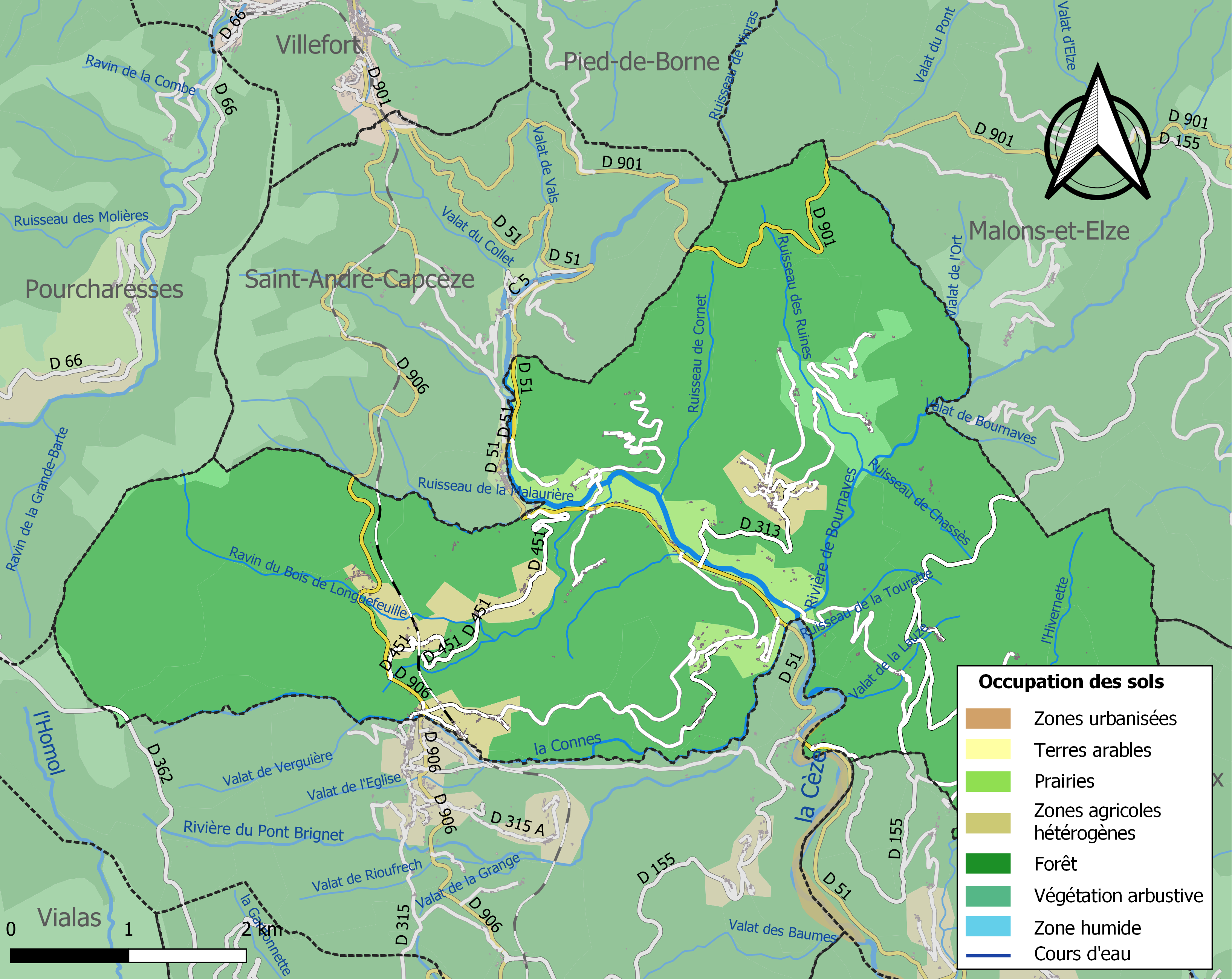
Kaart van de gemeente met de belangrijkste infrastructuur, bodemgebruik en omliggende gemeenten

## Demografie
Onderstaande figuur toont het verloop van het inwonertal (bron: INSEE-tellingen).